# Ich liebe dich, ich liebe dich
Ich liebe dich, ich liebe dich (Originaltitel Je t’aime, je t’aime) ist ein französischer Science-Fiction-Film von Alain Resnais aus dem Jahr 1968.

## Handlung
Der Schriftsteller Claude wird aus einer Brüsseler Klinik entlassen, in die er nach seinem Selbstmordversuch eingeliefert worden war. Zwei Männer sprechen ihn im Auftrag einer Organisation an, die mit Zeitreisen experimentiert. Die ersten Versuche waren zwar erfolgreich, aber bislang nur mit Labormäusen unternommen worden. Claude willigt ein, als menschliches Versuchsobjekt zu dienen. Er wird in einer Kammer eingeschlossen, von der aus er eine Minute lang zu einem ein Jahr zurückliegenden Zeitpunkt in seiner Vergangenheit versetzt werden soll. 
Das Experiment misslingt; Claude springt permanent zwischen Gegenwart und Vergangenheit hin und her. In nicht chronologischer Folge durchlebt er erneut die unglückliche Liebe zu seiner melancholischen Freundin Catrine. Er betrügt sie mit anderen Frauen, ist aber nicht in der Lage, sich von ihr zu trennen. Während eines Aufenthalts in Glasgow stirbt Catrine an einer Gasvergiftung. Claude gesteht einer Bekannten, dass er ihren Tod mit verschuldete, weil er Catrine willentlich nicht half, und versucht sich kurz darauf mit einem Revolver zu erschießen. Unmittelbar nach dem Selbstmordversuch kehrt er, schwer verletzt, endgültig in die Gegenwart zurück.

## Hintergrund
Ich liebe dich, ich liebe dich startete am 24. April 1968 in den französischen und am 20. September desselben Jahres in den deutschen Kinos. Der Film wurde als Wettbewerbsteilnehmer zu den Internationalen Filmfestspielen von Cannes 1968 eingeladen, die aber angesichts der Maiunruhen in Frankreich abgebrochen wurden. Im Juli 1968 lief er im Rahmen des Filmfestivals San Sebastián.

## Kritiken
„Eine von Resnais’ dynamischsten Studien von Zeit und Erinnerung. […] Resnais benutzt die Fiktion einer Zeitreise, um mit der Wiederholung von Szenen und der Auflösung von Erzählstrukturen zu experimentieren. Das Ergebnis kommt Musik so nahe, wie es ein Film vermag.“

„[Resnais’] Story ist, soweit sie erkennbar, nachzeichenbar ist, banal oder sogar trivial: eine bruchstückhaft mitgeteilte, romantische, unwirklich-wirkliche Liebesgeschichte […] Doch obwohl dieser Film die Brillanz, politische Bedeutung und dramatische Aktualität früherer Filme Resnais’ vermissen lässt […] ist auch er letztlich nur eine Variante jenes Themas, das das ganze Werk des großen Außenseiters Resnais bestimmt: die Orientierung in Zeit und Raum, die Unfähigkeit der Protagonisten, sich von ihren Erinnerungen […] zu lösen, ihre krampfhaften Versuche, einen bestimmten Punkt, ein Ereignis in der Vergangenheit zu fixieren, und schließlich ihr Unvermögen, die Gegenwart zu meistern und die Zukunft bewußt ins Auge zu fassen.“

„Alain Resnais' Film kreist um die Zusammenhänge von Zeit, Bewußtsein und Erinnerung und um die filmischen Strukturen, in denen diese Wechselwirkungen aufgehoben sind. Anders als in früheren Resnais-Filmen mit ähnlichem Thema sind diesmal (wie später auch in Mein Onkel aus Amerika, 1980) ironische Zwischentöne spürbar: eine Bereicherung in der Ausdrucksskala des Regisseurs, der bislang die spielerisch-elegante Formulierung seiner Probleme kaum kannte.“

## Auszeichnungen
- 1968: Bester Darsteller (Claude Rich) auf dem Filmfestival San Sebastián